# André Carrillo
André Martín Carrillo Díaz (Lima, 14 de junho de 1991) é um futebolista peruano que atua como meio-campista. Atualmente joga pelo Corinthians.

## Carreira

### Alianza Lima
André começou sua carreira futebolística na academia do Esther Grande de Bentín, em 2004. Três anos depois, se juntou às categorias de base do Alianza Lima. Finalmente, em 2009, André foi promovido à equipa principal e fez sua estreia pelo Torneo Descentralizado em 5 de Dezembro, pela última ronda da temporada regular. Jogando em casa, no Estádio Alejandro Villanueva, entrou aos 75 minutos de jogo na partida contra a Universidad César Vallejo que eventualmente terminou em um empate de 2-2.
Na temporada de 2010 André teve mais chances de jogo durante o segundo turno do campeonato. No ano seguinte, suas boas atuações lhe permitiram formar parte da seleção peruana que disputou o Sul-americano sub-20 em Arequipa. Posteriormente, já de volta ao Alianza, anotou seu primeiro golo profissional em 13 de Fevereiro de 2011 ante a Unión Comercio, contribuindo para a vitória por 4 a 1 de sua equipa.

### Sporting
Nos meses seguintes, diversas equipas como o Porto e o Groningen lançaram ofertas para contratá-lo. Contudo, apesar de ainda ter contrato com o Alianza Lima até dezembro de 2013, assinou um contrato de cinco anos com o Sporting, sendo apresentado oficialmente no dia 6 de Maio, passados os exames médicos.
Foi rapidamente incluído à equipa superior e foi um substituto não usado nas segunda e terceira jornadas da Primeira Liga. Daí, na quinta jornada foi escalado como titular e fez seu debut em 19 de Setembro de 2011 na vitória por 3 a 2 contra o Rio Ave. Esteve outra vez na equipa inicial em sua segunda partida e assistiu pela primeira vez um golo no triunfo por três golos a zero contra o Vitória de Setúbal. Mais tarde, assistiu dois golos na vitória por 6 a 1 frente o Gil Vicente. Então, em sua décima primeira partida, marcou seu primeiro golo da liga aos 74 minutos de jogo, o que não foi o suficiente para evitar a então derrota por 2 a 1 contra o Braga.

### Benfica
Em 1 de julho de 2016, chegou oficialmente ao Benfica, atual campeão português na época, para a temporada 2016–17. Ele foi reserva não utilizado quando a equipe venceu a Supertaça Cândido de Oliveira 2016 por 3 a 0 contra o Braga, no dia 7 de agosto. Ele jogou 20 partidas e marcou duas vezes na vitória do campeonato; a equipe também conquistou a Taça de Portugal e encarou o Estoril nas semi-finais. Ele foi titular em apenas três jogos do campeonato, já que o técnico Rui Vitória preferiu Eduardo Salvio e Franco Cervi; esta foi uma partida a menos do que na última temporada no Sporting.

### Watford
Em 24 de agosto de 2017, foi emprestado para o Watford por uma temporada com opção de compra. Foi contratado pelo seu antigo treinador do Sporting, Marco Silva. Ele fez sua estreia dois dias depois, em um empate sem gols fora de casa com o Brighton & Hove Albion, entrando aos dois minutos do segundo tempo como substituto do zagueiro lesionado Craig Cathcart. Ele jogou 30 jogos no total pelo time de Vicarage Road, marcando o primeiro gol na derrota em casa por 2 a 1 para o Swansea City na Premier League em 30 de dezembro, e na vitória por 3 a 0 sobre o Bristol City na terceira rodada da Copa da Inglaterra, uma semana depois.

### Al-Hilal
Para a temporada 2018–19, Carrillo foi emprestado novamente, desta vez ao Al-Hilal, da Arábia Saudita. Em 23 de julho de 2019, Carrillo assinou contrato de quatro anos com o clube. Na partida de abertura da final da Liga dos Campeões da AFC de 2019, em 9 de novembro, ele marcou o único gol na vitória em casa por 1 a 0 sobre o Urawa Red Diamonds; O Al-Hilal conquistou o título após uma vitória agregada por 3-0, o que lhes permitiu se classificar para a Copa do Mundo de Clubes da FIFA de 2019.

### Al-Qadsiah
Em 13 de agosto de 2023, foi anunciado pelo Al-Qadsiah. Estreou pelo clube no dia 15 de agosto de 2023 contra o Al Adalah e também deu sua primeira assistência nesse jogo. Seu primeiro gol foi marcado no dia 20 de agosto de 2023, na vitória por 1-0 contra o Al Jandal, no Al-Oruba Club Stadium, pela Segunda Divisão do Campeonato Árabe. Em 2 de setembro de 2024, rescindiu seu contrato com o clube saudita.

### Corinthians
Em 9 de setembro de 2024, o atleta foi confirmado no Corinthians ao estar regularizado no BID. No dia seguinte (10), foi anunciado oficialmente pelo clube. No dia 12 de setembro de 2024, foi apresentado para a torcida na Neo Química Arena antes do jogo da volta contra o Juventude, válido pela Copa do Brasil. Em 14 de setembro de 2024, fez a sua estreia com a camisa do Corinthians na derrota por 2-1 contra o Botafogo, no Estádio Nilton Santos, pelo Campeonato Brasileiro 2024. O jogador entrou no lugar de Raniele na segunda etapa e atuou por cerca de 15 minutos. Após duas partidas jogadas, o jogador finalmente foi apresentado em entrevista coletiva no dia 19 de setembro de 2024, no CT Joaquim Grava.
Em 13 de dezembro de 2024, teve seu contrato renovado até o meio de 2026. Em 19 de fevereiro de 2025, marcou seu primeiro gol com a camisa do Corinthians, no empate por 1-1 contra o Universidad Central, pela Copa Libertadores 2025, no Estádio Olímpico. Em 27 de março de 2025, sagrou-se campeão do Campeonato Paulista 2025 após o empate contra o Palmeiras por 0x0, porém o jogo de ida o Corinthians venceu por 1-0. Em 28 de março de 2025, na premiação do Campeonato Paulista 2025, o meia levou o prêmio de melhor meia e fez parte da seleção do campeonato. Em 6 de agosto de 2025, Carrillo sofreu uma lesão ligamentar no tornozelo esquerdo durante o Derby Paulista na Copa do Brasil 2025 e precisou passar por cirurgia, tendo que ficar de fora dos gramados por até mais de quatro meses.

## Seleção peruana

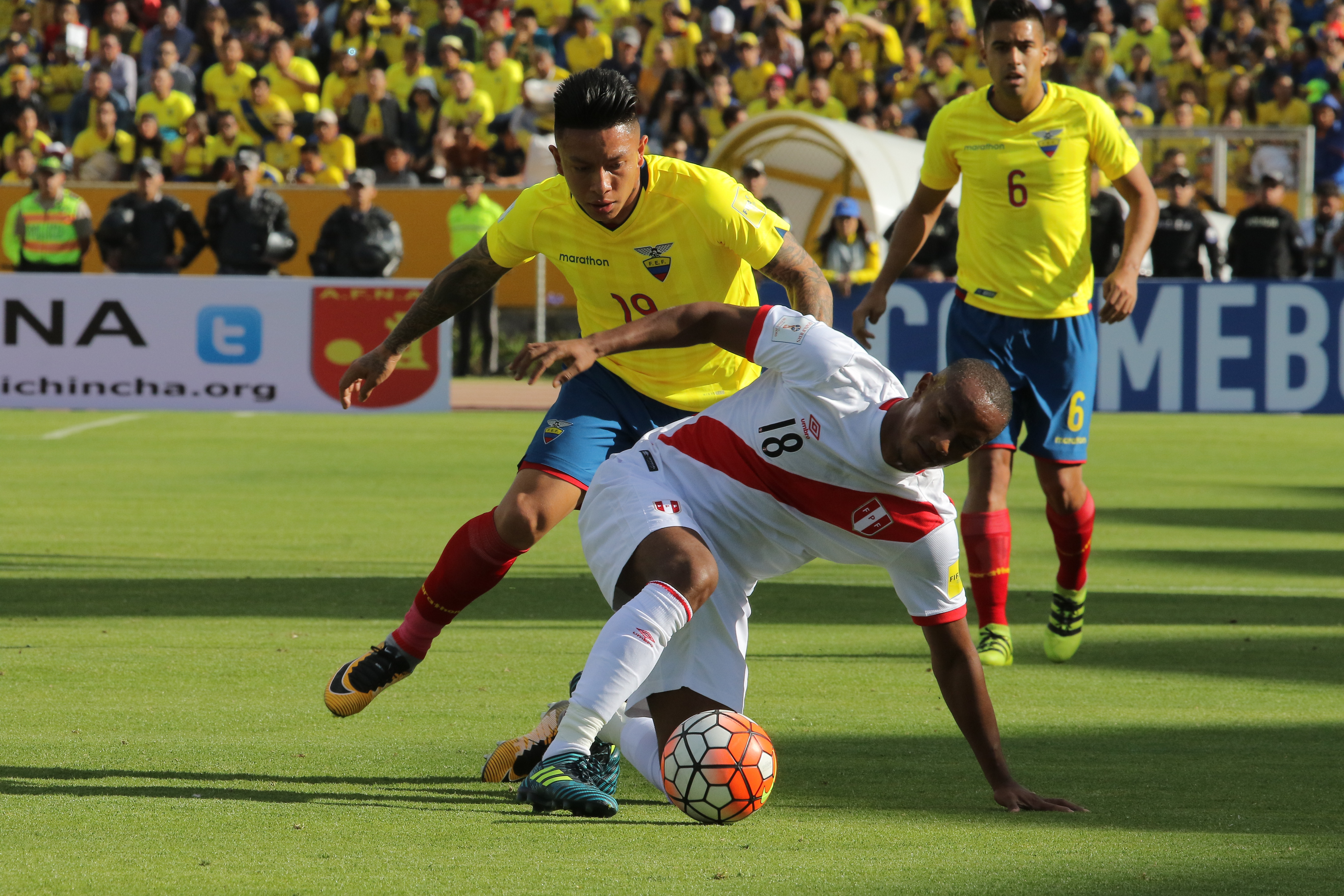
Carrillo pela Seleção do Peru nas Eliminatórias da Copa do Mundo FIFA de 2018.

### Sub-20
Participou com a Seleção Peruana Sub-20 que jogou o Campeonato Sul-Americano Sub-20 2011 realizado no Peru.

### Principal
Marcou seu primeiro golo pela seleção principal no amistoso frente à Costa Rica, que terminou com vitória do combinado peruano por 1 a 0. Foi convocado pelo técnico Ricardo Gareca para a Copa do Mundo FIFA 2018, na Rússia. Marcou o primeiro golo peruano em Copas do Mundo desde há 36 anos, contra a Austrália, quando o Peru já tinha sido eliminado da competição.

## Estatísticas
Atualizadas até 06 de agosto de 2025.
| Clube             | Temporada         | Campeonato nacional | Campeonato nacional | Campeonato nacional | Copa nacional[a] | Copa nacional[a] | Copa nacional[a] | Competições continentais[b] | Competições continentais[b] | Competições continentais[b] | Outros torneios[c] | Outros torneios[c] | Outros torneios[c] | Total | Total | Total   |
| Clube             | Temporada         | Jogos               | Gols                | Assist.             | Jogos            | Gols             | Assist.          | Jogos                       | Gols                        | Assist.                     | Jogos              | Gols               | Assist.            | Jogos | Gols  | Assist. |
| ----------------- | ----------------- | ------------------- | ------------------- | ------------------- | ---------------- | ---------------- | ---------------- | --------------------------- | --------------------------- | --------------------------- | ------------------ | ------------------ | ------------------ | ----- | ----- | ------- |
| Alianza Lima      | 2009–10           | 11                  | 0                   | 1                   | —                | —                | —                | —                           | —                           | —                           | —                  | —                  | —                  | 11    | 0     | 1       |
| Alianza Lima      | 2010–11           | 9                   | 3                   | 1                   | —                | —                | —                | —                           | —                           | —                           | —                  | —                  | —                  | 9     | 3     | 1       |
| Alianza Lima      | Total             | 20                  | 3                   | 2                   | —                | —                | —                | —                           | —                           | —                           | —                  | —                  | —                  | 20    | 3     | 2       |
| Sporting          | 2011–12           | 24                  | 2                   | 6                   | 9                | 1                | 2                | 13                          | 0                           | 1                           | —                  | —                  | —                  | 46    | 3     | 9       |
| Sporting          | 2012–13           | 23                  | 1                   | 4                   | 3                | 0                | 0                | 5                           | 2                           | 0                           | —                  | —                  | —                  | 31    | 3     | 4       |
| Sporting          | 2013–14           | 27                  | 2                   | 6                   | 5                | 0                | 2                | —                           | —                           | —                           | —                  | —                  | —                  | 32    | 2     | 8       |
| Sporting          | 2013–14           | 32                  | 5                   | 9                   | 6                | 2                | 1                | 8                           | 0                           | 1                           | —                  | —                  | —                  | 46    | 7     | 11      |
| Sporting          | 2014–15           | 4                   | 1                   | 1                   | —                | —                | —                | 2                           | 0                           | 1                           | 1                  | 0                  | 1                  | 7     | 1     | 3       |
| Sporting          | Total             | 110                 | 11                  | 26                  | 23               | 3                | 5                | 28                          | 2                           | 3                           | 1                  | 0                  | 1                  | 162   | 16    | 35      |
| Benfica           | 2016–17           | 20                  | 2                   | 1                   | 9                | 1                | 2                | 3                           | 0                           | 0                           | —                  | —                  | —                  | 32    | 3     | 3       |
| Benfica           | Total             | 20                  | 2                   | 1                   | 9                | 1                | 2                | 3                           | 0                           | 0                           | —                  | —                  | —                  | 32    | 3     | 3       |
| Watford           | 2017–18           | 28                  | 1                   | 2                   | 2                | 1                | 0                | —                           | —                           | —                           | —                  | —                  | —                  | 30    | 2     | 2       |
| Watford           | Total             | 28                  | 1                   | 2                   | 2                | 1                | 0                | —                           | —                           | —                           | —                  | —                  | —                  | 30    | 2     | 2       |
| Al-Hilal          | 2018–19           | 21                  | 3                   | 6                   | 2                | 0                | 0                | 2                           | 1                           | 0                           | 3                  | 0                  | 1                  | 28    | 4     | 7       |
| Al-Hilal          | 2019–20           | 27                  | 4                   | 4                   | 3                | 0                | 1                | 9                           | 2                           | 4                           | —                  | —                  | —                  | 39    | 6     | 9       |
| Al-Hilal          | 2020–21           | 29                  | 7                   | 6                   | 1                | 0                | 0                | 6                           | 1                           | 0                           | 2                  | 0                  | 0                  | 38    | 8     | 6       |
| Al-Hilal          | 2021–22           | 22                  | 4                   | 2                   | 2                | 1                | 0                | 1                           | 0                           | 0                           | 4                  | 1                  | 0                  | 29    | 6     | 2       |
| Al-Hilal          | 2022–23           | 30                  | 1                   | 5                   | 4                | 0                | 1                | —                           | —                           | —                           | 2                  | 0                  | 0                  | 36    | 1     | 6       |
| Al-Hilal          | Total             | 129                 | 19                  | 23                  | 12               | 1                | 2                | 18                          | 4                           | 4                           | 11                 | 1                  | 1                  | 170   | 25    | 30      |
| Al-Qadisiyah      | 2023–24           | 28                  | 2                   | 5                   | —                | —                | —                | —                           | —                           | —                           | —                  | —                  | —                  | 28    | 2     | 5       |
| Al-Qadisiyah      | 2024–25           | 1                   | 0                   | 0                   | —                | —                | —                | —                           | —                           | —                           | —                  | —                  | —                  | 1     | 0     | 0       |
| Al-Qadisiyah      | Total             | 29                  | 2                   | 5                   | —                | —                | —                | —                           | —                           | —                           | —                  | —                  | —                  | 29    | 2     | 5       |
| Corinthians       | 2024              | 13                  | 0                   | 2                   | 2                | 0                | 0                | 4                           | 0                           | 0                           | —                  | —                  | —                  | 19    | 0     | 2       |
| Corinthians       | 2025              | 15                  | 1                   | 0                   | 4                | 0                | 0                | 10                          | 2                           | 2                           | 12                 | 0                  | 0                  | 41    | 3     | 2       |
| Corinthians       | Total             | 28                  | 1                   | 2                   | 6                | 0                | 0                | 14                          | 2                           | 2                           | 12                 | 0                  | 0                  | 60    | 3     | 4       |
| Total na carreira | Total na carreira | 364                 | 39                  | 61                  | 52               | 6                | 9                | 63                          | 8                           | 9                           | 24                 | 1                  | 2                  | 503   | 54    | 81      |

- a. ^ Jogos da Taça de Portugal, Taça da Liga, Copa do Rei da Arábia Saudita e Copa do Brasil
- b. ^ Jogos da Liga Europa, Liga dos Campeões da UEFA, Liga dos Campeões Árabes, Liga dos Campeões da AFC, Copa Sul-Americana e Copa Libertadores da América
- c. ^ Jogos da Supertaça de Portugal, Supertaça Arábia Saudita e Mundial de Clubes

### Seleção Peruana
Abaixo estão listados todos os jogos, gols e assistências do futebolista pela Seleção Peruana.
Seleção principal
| Ano               | Copa do Mundo | Copa do Mundo | Copa do Mundo | Copa América | Copa América | Copa América | Qualificação Mundial | Qualificação Mundial | Qualificação Mundial | Amistosos | Amistosos | Amistosos | Total | Total | Total   |
| Ano               | Jogos         | Gols          | Assist.       | Jogos        | Gols         | Assist.      | Jogos                | Gols                 | Assist.              | Jogos     | Gols      | Assist.   | Jogos | Gols  | Assist. |
| ----------------- | ------------- | ------------- | ------------- | ------------ | ------------ | ------------ | -------------------- | -------------------- | -------------------- | --------- | --------- | --------- | ----- | ----- | ------- |
| 2011              | —             | —             | —             | 1            | 0            | 0            | —                    | —                    | —                    | 1         | 0         | 0         | 2     | 0     | 0       |
| 2012              | —             | —             | —             | —            | —            | —            | 5                    | 0                    | 0                    | 2         | 1         | 0         | 7     | 1     | 0       |
| 2013              | —             | —             | —             | —            | —            | —            | 4                    | 0                    | 0                    | 2         | 0         | 1         | 6     | 0     | 1       |
| 2014              | —             | —             | —             | —            | —            | —            | —                    | —                    | —                    | 8         | 0         | 3         | 8     | 0     | 3       |
| 2015              | —             | —             | —             | 4            | 1            | 0            | 2                    | 0                    | 1                    | 3         | 0         | 1         | 9     | 1     | 2       |
| 2016              | —             | —             | —             | —            | —            | —            | 2                    | 0                    | 0                    | —         | —         | —         | 2     | 0     | 0       |
| 2017              | —             | —             | —             | —            | —            | —            | 7                    | 1                    | 0                    | 1         | 0         | 0         | 8     | 1     | 0       |
| 2018              | 3             | 1             | 0             | —            | —            | —            | —                    | —                    | —                    | 10        | 2         | 2         | 13    | 3     | 2       |
| 2019              | —             | —             | —             | 4            | 0            | 2            | —                    | —                    | —                    | 8         | 0         | 0         | 12    | 0     | 2       |
| 2020              | —             | —             | —             | —            | —            | —            | 4                    | 3                    | 0                    | —         | —         | —         | 4     | 3     | 0       |
| 2021              | —             | —             | —             | 6            | 2            | 2            | 7                    | 0                    | 1                    | —         | —         | —         | 13    | 2     | 3       |
| 2022              | —             | —             | —             | —            | —            | —            | 4                    | 0                    | 0                    | 3         | 0         | 0         | 7     | 0     | 0       |
| 2023              | —             | —             | —             | —            | —            | —            | 5                    | 0                    | 0                    | 2         | 0         | 0         | 7     | 0     | 0       |
| 2024              | —             | —             | —             | 1            | 0            | 0            | —                    | —                    | —                    | 2         | 0         | 0         | 3     | 0     | 0       |
| Total na carreira | 3             | 1             | 0             | 16           | 3            | 4            | 40                   | 4                    | 2                    | 42        | 3         | 7         | 101   | 11    | 13      |

## Títulos
Sporting
- Taça de Portugal: 2014–15
- Supertaça de Portugal: 2015

Benfica
- Supertaça de Portugal: 2016, 2017
- Campeonato Português: 2016–17
- Taça de Portugal: 2016-17

Al-Hilal
- Campeonato Saudita: 2019–20, 2020–21,[49] 2021–22
- Copa do Rei: 2019–20, 2022–23
- Supercopa da Arábia Saudita: 2018, 2021
- Liga dos Campeões da AFC: 2019,[50] 2021

Al-Qadsiah
- Saudi First Division League: 2023–24

Corinthians
- Campeonato Paulista: 2025

### Individual
- Jogador revelação do Campeonato Peruano: 2010
- Melhor meia do Campeonato Paulista: 2025[44]
- Seleção do Campeonato Paulista: 2025[44]